# Irene Fleiss
Irene Fleiss (geboren am 16. Mai 1958; gestorben am 4. April 2008 in Wien) war eine österreichische Genderforscherin und Schriftstellerin.

## Leben
Sie war bekannt als feministische Aktivistin, Vortragende und Rezensentin feministischer Literatur. Hauptwerk der Matriarchatsforscherin ist die 2006 und 2007 in zwei Bänden erschienene Matriarchatsgeschichte Als alle Menschen Schwestern waren.
Neben ihren Geschlechterstudien war Fleiss auch belletristische Autorin, insbesondere im Bereich der Phantastik. Der 1984 erschienene Romanerstling Die Leibwächterin und der Magier ist ein Fantasy-Roman, der die Geschichte der Leibwächterin Aleme erzählt, die den Magier Calar auf einer weiten Reise vom tiefen Süden in den hohen Norden beschützen soll, und von den Abenteuern, welche die beiden erleben.
Ab 2001 veröffentlichte Fleiss außerdem eine Reihe von Romanen und Erzählungsbänden im Selbstverlag.
Fleiss starb 2008 in Wien, kurz vor ihrem 50. Geburtstag, zwei Wochen, nachdem ein Bauchspeicheldrüsenkrebs diagnostiziert worden war.

## Bibliografie
Romane
- Die Leibwächterin und der Magier. Medea, 1984, ISBN 3-922764-12-6.
- Der erpresste Mann. Selbstverlag, Wien 2002, ISBN 3-8311-4359-5.
- Tod eines guten Deutschen. Selbstverlag, Wien 2003, ISBN 3-8311-4708-6.

Sammlungen
- Grenzenlos : Kurzgeschichten aus dem Patriarchat. Selbstverlag, Wien 2001, ISBN 3-8311-2952-5.
- mit Sylvia Hartmann: Erinnerte Geschichten : Phantastische Erzählungen. Books on Demand, Norderstedt 2005, ISBN 3-8334-3225-X.

Kurzgeschichten
- All die Gestern und Morgen. In: Karin Ivancsics (Hrsg.): Der Riß im Himmel. Suhrkamp (Phantastische Bibliothek #296), 1993, ISBN 3-518-38675-1.

Sachliteratur
- Als alle Menschen Schwestern waren. Göttert, Rüsselsheim. 
  - Band 1: Leben in matriarchalen Gesellschaften. 2006, ISBN 3-922499-84-8.
  - Band 2: Weiblichkeit in matriarchalen Gesellschaften : gestern und heute. 2007, ISBN 978-3-922499-88-6.